# 5-メトキシ-N,N-ジイソプロピルトリプタミン
5-メトキシ-N,N-ジイソプロピルトリプタミン（5-methoxy-N,N-diisopropyltryptamine）はトリプタミン系薬物の一種。頭字語で5-MeO-DIPT（ゴメオディプティ―）と略される。人体には幻覚作用がある幻覚剤である。日本での通称はゴメオ、フォクシー、メルシー。形状は白い結晶の粉末。性感の高まりなどの効果があるため、媚薬と触れ込まれる。

## 規制
デンマークやドイツ、ギリシャ、日本、シンガポール、スウェーデン、アメリカ合衆国などの国において、5-MeO-DIPTは規制物質かそれに準ずる物として規制されている。
日本では、5-MeO-DIPTは麻薬及び向精神薬取締法に基づき規制され、日本国内における所持、使用、販売、譲渡、製造、運搬などは違法である。麻薬に指定されたのは2005年4月17日。2002年6月にマジックマッシュルームが麻薬原料植物に指定された影響を受け、マジックマッシュルームに対するニッチの脱法ドラッグとしてAMTなどのケミカルドラッグと共に、愛好家の間で急速に広がった。流通していた当時は、液状の脱法ドラッグの内容物として含まれている事があった。
アメリカ合衆国では、5-MeO-DIPTは規制物質法におけるスケジュールI薬物として規制されている。2003年4月4日、麻薬取締局は「緊急スケジュール（emergency scheduling）処置」の基で、5-MeO-DiPTとAMTをスケジュールIに加えた。2004年9月29日、これらのドラッグは正式にスケジュールIに置かれた。この規制に先立ち、DIPT、DPT、5-MeO-DMTのような5-MeO-DiPTの類似物質と並行して、5-MeO-DiPTは多くのアメリカのウェブサイトで販売された。しかしながら、2004年7月、連邦法の執行はこれらの5-MeO-DIPT類似物質の販売を告訴する意向があるという事が、ウェブ・トリップ作戦により確証された。
ドイツでは1999年9月から違法となった。

## 使用と効果
摂取量は5から30ミリグラム。摂取方法は、主に経口摂取であるが、経鼻摂取、粘膜摂取、喫煙摂取をする者もいる。また、他の薬物と同様に、空腹時に摂取をすると効果が高い。摂取から30分ほどで効果が現れ始め、3～6時間効果が持続する。
摂取後1時間ほどは吐き気を感じることもある。五感に幻覚的な歪みを感じ、また精神的な幻覚作用もある。場合により高揚感、多幸感も覚える。特に、聴覚や触覚の感覚が鋭敏になり、性感も高まる。肛門括約筋が緩むため下痢になる者もいる。なお、この特性から男性同性愛者が性行為に及ぶ際に活用されていたが、理性が低下することによる性感染症リスク増加が懸念されていた。
副作用として、この薬物の効果中は、インポテンツ、不眠、激しい胃腸症状がしばしばおこる。耐性がつきやすく、1週間ほどのインターバルを開けないと同量の摂取量で同等の効果は得られない。依存症が形成されやすいとの研究報告もなされているが、使用者がそれを感じたという報告は余り無い。セロトニンになどに強く作用する事から、長期服用による鬱病発症などの報告も多く存在する。
トリプタミンの構造を持つ為、セロトニン再吸収抑制作用を中心とした薬理作用をもつ。